# آلگیمانتاس ماسیولیس
آلگیمانتاس ماسیولیس (انگلیسی: Algimantas Masiulis; ۱۰ ژوئیهٔ ۱۹۳۱ – ۱۹ اوت ۲۰۰۸) بازیگر اهل لیتوانی بود.
از فیلم‌ها یا برنامه‌های تلویزیونی که وی در آن نقش داشته‌است می‌توان به صلیبیون شمالی اشاره کرد.